# Difúzní napětí

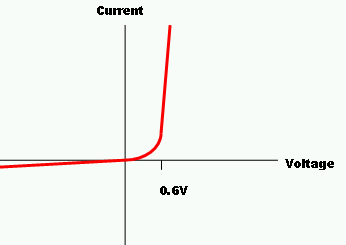
Běžný průběh V-A charakteristiky diody, na vodorovné ose je vyznačena hodnota difúzního napětí

Difúzní (kontaktní) napětí je elektrické napětí vznikající vyrovnáním Fermiho energetických hladin při PN přechodu. 

## Vznik
Pokud dojde ke „kontaktu“ polovodiče typu P a typu N, elektrony a díry začnou difundovat z míst, kde mají vyšší energii do míst s nižší energií (elektrony difundují z N do P, díry z P do N). Tím se polovodič P nabíjí záporně, zatímco polovodič N kladně. Tak vzniká napětí, které se ustálí na hodnotě Ud.
Jeho hodnota je tím vyšší, čím vyšší je difúze majoritních nosičů a je dáno poměrem koncentrací majoritních a minoritních nosičů na odpovídající hranici OPN(oblasti prostorového náboje).
Je teplotně závislé (s teplotou klesá, protože intrinsická koncentrace se zvyšuje). 
U běžné polovodičové diody je jeho hodnota za běžných podmínek cca 0,6V.

## Výpočet
Difúzní napětí je dáno vzorcem:
{\displaystyle U_{d}=U_{T}\cdot \ln {\frac {N_{A}\cdot N_{D}}{n_{i}^{2}}}}, kde:
- NA , ND – koncentrace donorů a akceptorů
- ni – vlastní (intrinsická) koncentrace
- UT – teplotní napětí
  - Pro 25 °C je cca UT ≈ 25 mV[2]
  - {\displaystyle U_{T}={\frac {nkT}{q}}},[3] kde
    - n – emisní koeficient
    - k – Boltzmannova konstanta (= 1,380 649×10−23 J·K−1)
    - T – absolutní teplota (v Kelvinech)
    - q – elementární náboj (= 1,602 176 634×10−19 C)